# Довгаль Олександр Михайлович
Олекса́ндр Миха́йлович Довга́ль (нар. 27 січня 1904, Дебальцеве — пом. 12 березня 1961, Харків) — український радянський графік, член Асоціації революційного мистецтва України у 1925—1932 роках та Харківського відділення Спілки художників України з 1938 року; заслужений діяч мистецтв УРСР з 1951 року.

## Життєпис
Народився 14 [27] січня 1904 року на станції Дебальцеве Бахмутського повіту, Катеринославської губернії, Російської імперії (нині Донецька область, Україна). У 1922—1929 роках навчався у Харківському художньому інституті у Івана Падалки, Олексія Маренкова, Семена Прохорова.
У 1920—1930-ті роки працював у сатиричних журналах «Безвірник», «Глобус», «Червоний перець».
У 1931—1933 роках викладав у Харківському художньому технікумі. У роки німецько-радянської війни створював агітаційні плакати. У 1940—1950-ті роки працював у газеті «Соціалістична Харківщина», у 1955 році — у журналі «Піонерія», співпрацював із видавництвами як ходожник-ілюстратор. Член ВКП(б) з 1949 року.
Помер у Харкові 12 березня 1961 року.

## Творчість
Працював у галузі станкової й книжкової графіки, плаката. Серед робіт:
ліногравюри
- «Естакада» (1923);
- «Попільниця» (1926);
- «Розподіл пайка» (1927);
- «І. Франко з вуглярем» (1955);

серії літографій
- «Соціалістичний Харків» (1934—1937);
- «Класики світової культури» (1939—1960);
- «Шляхами війни» (1942—1944);

кольорові літографії
- «Т. Шевченко пише автопортрет» (1939);
- «Т. Шевченко в Петербурзі серед представників літератури, мистецтва і науки» (1939);

серія акварелей
- «Суворовці» (1945–48);

портрети
- «Художник Й. Дайц» (1944);
- «Прозаїк М. Сказбуш» (1945);
- «Поет А. Малишко» (1948);

шаржі
- «Художник Д. Шавикін пише автопортрет» (1945);
- «Автошарж» (1948);

серія естампів
- «На будівництві Дніпрогесу» (1929—1932);

плакати
- «Впіймали на гарячому вчинку — дамо по загривку!» (1920—1930-ті);
- «Примусимо куркуля здавати хліб державі» (1930);
- «Містери з безробіття мають дивіденди» (1931);
- «Все для фронту» (1941);
- «От де, люди, наша слава, слава України» (1942);
- «В лещатах» (1944);
- «Відбудуємо рідний Донбас» (1947);

серія плакатів на тексти Тараса Шевченка
- «Вражою злою кров'ю волю окропіте!» (1942).

ілюстрації до
- книги «Поезії» Павла Тичини (1929);
- повісті Архипа Тесленка «Страчене життя» (1938);
- книги «Вибрані твори» Павла Тичини (1939);
- книги «Вибрані поетичні твори» Леоніда Первомайського (1940);
- казки «Івасик Телесик» в обробці Павла Тичини (1946);
- драми «Ярослав Мудрий» Івана Кочерги (1947);
- казки «Руслан і Людмила» Олександра Пушкіна (1949);
- повісті «Кінець підземного міста» Якова Кальницького (1954);
- збірника оповідань Марка Вовчка (1954);
- трилогії «Прекрасні катастрофи» Юрія Смолича (1956);
- науково-фантастичного роману «Голова професора Доуеля» Олександра Бєляєва (1957);
- науково-фантастичної повісті «В зоряні світи» Василя Бережного (1958);
- роману «Туманність Андромеди» Івана Єфремова (1960) ;
- збірника оповідань Степана Васильченка (1960);
- поеми «Енеїда» Івана Котляревського (1960);
- роману «Юрко Крук» Петра Козланюка (1952);
- роману «Мир» Юрія Яновського (1956);
- повісті «День отця Сойки» Степана Тудора (1956).

Учасник всеукраїнських, всесоюзних і міжнародних виставок з 1927 року. Персональні виставки відбулися у Харкові у 1940, 1958 роках; Києві у 1958 році; Чугуєві у 1959 році.
Роботи художника зберігаються в Національному художньому музеї України, Дніпровському, Сумському, Миколаївському, Харківському, Лебединському, Одеському художніх музеях.